# 乔治·安德鲁·欧拉
乔治·安德鲁·欧拉（英語：George Andrew Olah，1927年5月22日—2017年3月8日），出生于布达佩斯，美籍匈牙利化学家。他在超强酸稳定碳正离子的研究中有杰出贡献。他曾获得1994年诺贝尔化学奖，并在不久后获得普利斯特理奖章——美国化学会所颁发的最高荣誉。

## 早年生活和教育
欧拉於 1927 年 5 月 22 日出生於匈牙利布達佩斯，父母是猶太夫婦瑪格達 (克拉茲奈) 和律師久拉·欧拉。從布達佩斯 Piarist Gimnazium 高中畢業後，他在布達佩斯技術大學（現為布達佩斯技術經濟大學）師從有機化學家 Géza Zemplén，並在那裡獲得了碩士學位，和化學工程博士學位。
隨後的兩年，即1954年至1956年，他在匈牙利科學院研究所工作，擔任科學副主任兼有機化學系主任。

## 職業和研究

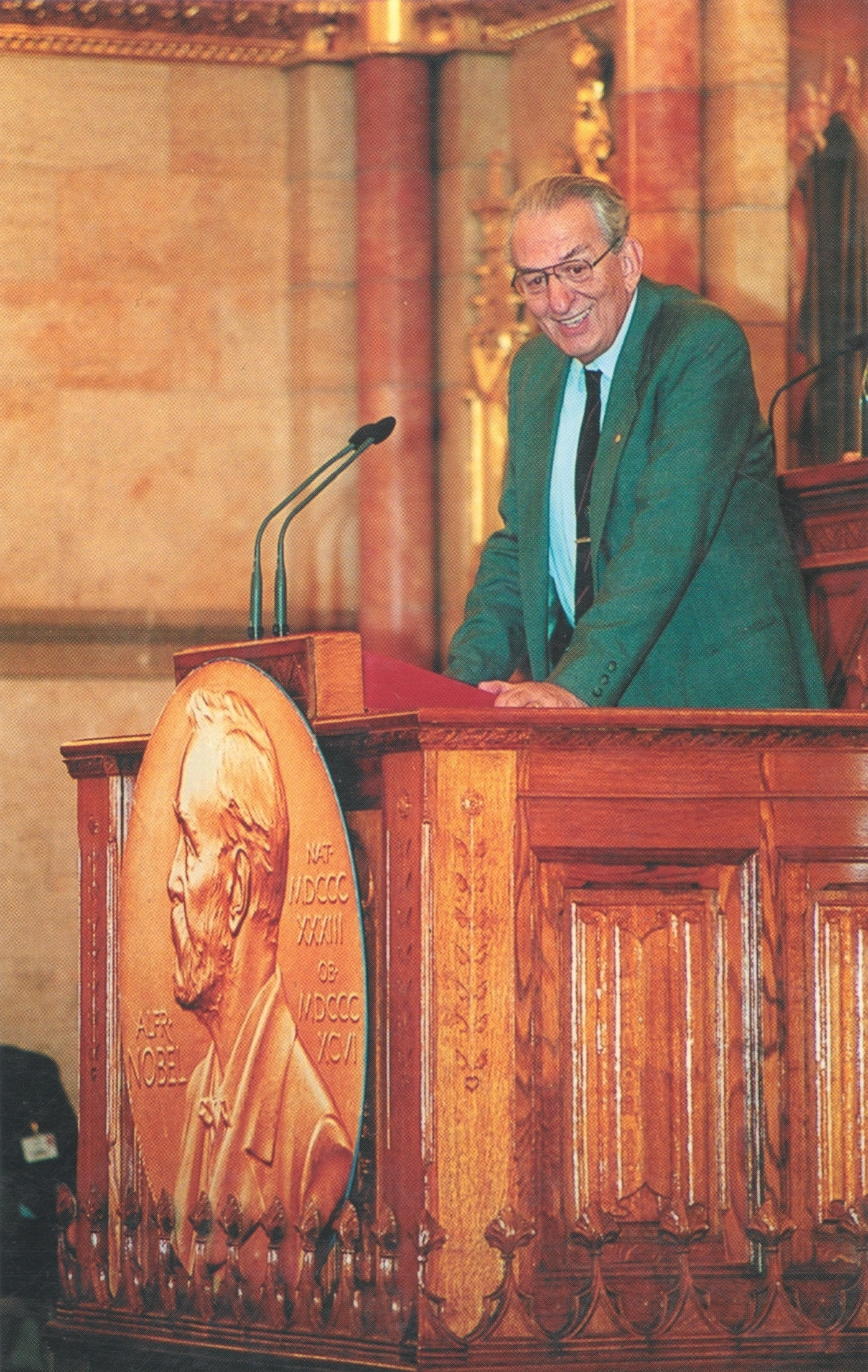
欧拉，2010年

由于受到匈牙利十月事件的影响，他和他的家人先后移居英国和加拿大。他在加拿大时与另一位匈牙利化学家Stephen J. Kuhn加入了渥太华萨尼亚的陶氏化工公司，并在那时开始了对碳正离子的研究。1965年，他回到了凯斯西储大学的学术部，1977年来到了南加州大学。欧拉在1971年成为了美国归化公民。
欧拉现在是南加州大学的著名教授，并且是Loker碳氢化合物研究机构（Loker Hydrocarbon Research Institute）的主任。他在2005年写了一篇推广甲醇经济的文章。

## 贡献
他在搜寻稳定的碳正离子时，发现了质子化的甲烷可被超强酸（如FSO3H-SbF5）所稳定。
CH4  +  H+  →  CH5+
最近他的研究已经从烃转移到甲醇经济上。

## 個人生活
他於1949年與朱迪思·艾格尼絲·倫吉爾（Judith Agnes Lengyel）結婚，育有兩個孩子，喬治（György），1954年出生於匈牙利，羅納德（Ronald），1959年出生於美國。 欧拉於 2017 年 3 月 8 日在加利福尼亞州比佛利山的家中去世。 他去世後，匈牙利政府表示「國家失去了一位偉大的愛國者，也是匈牙利科學界最傑出的人物之一。」